# اوسیان سرسین-اوگولین
اوسیان سرسین-اوگولین (فرانسوی: Océane Sercien-Ugolin‎؛ زادهٔ ۱۵ دسامبر ۱۹۹۷) بازیکن هندبال زن اهل فرانسه است.